# ماكس ويليس
ماكس ويليس (بالإنجليزية: Max Willis)‏ هو سياسي أسترالي، ولد في 6 ديسمبر 1935 في أستراليا. حزبياً، نشط في الحزب الليبرالي الأسترالي. وقد انتخب عضو المجلس التشريعي نيو ساوث ويلز.